# Nervi frènic
El nervi frènic és un nervi que té el seu origen al coll, a les vèrtebres cervicals C3-C5. Des d'allà baixa fins a innervar el diafragma tot passant entre el pulmó i el cor. És important per la respiració, i forma part de la innervació motora del diafragma tot i que també rep informació sensorial d'ell. Hi ha dos nervis frènics: esquerre i dret.
El nervi frènic sorgeix principalment de la C4 (quarta vèrtebra cervical), però en els éssers humans també rep ramificacions dels nervis cervicals C3 i C5. D'aquesta manera, el nervi frènic rep innervació de dos plexes: el plexe cervical i el braquial.

## Imatges de nervi frènicin situ

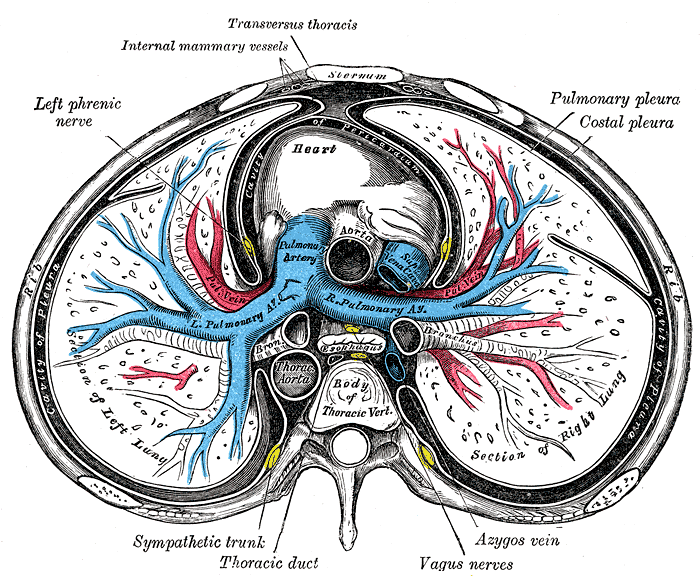
Secció transversal del tòrax; s'observa la relació amb l'artèria pulmonar.
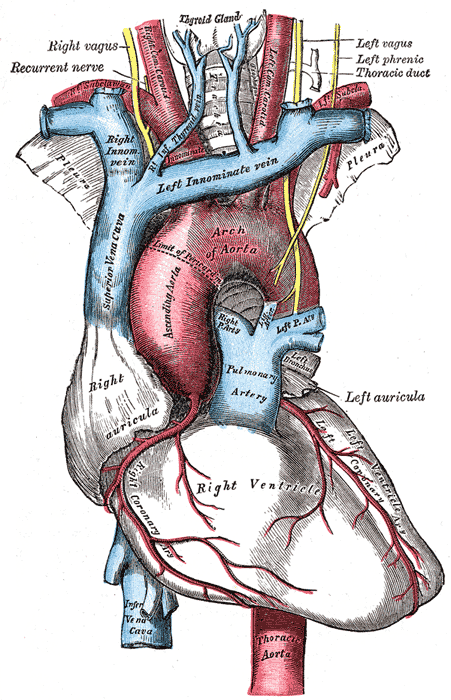
L'arc de l'aorta, i les seves branques.
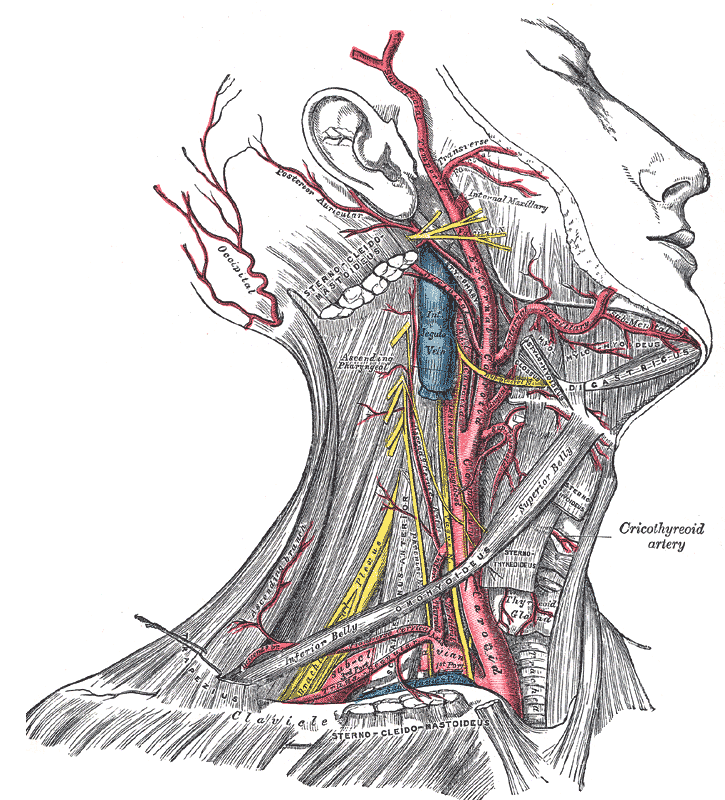
Dissecció superficial del costat dret del coll; es pot veure les artèries caròtide i subclàvia.
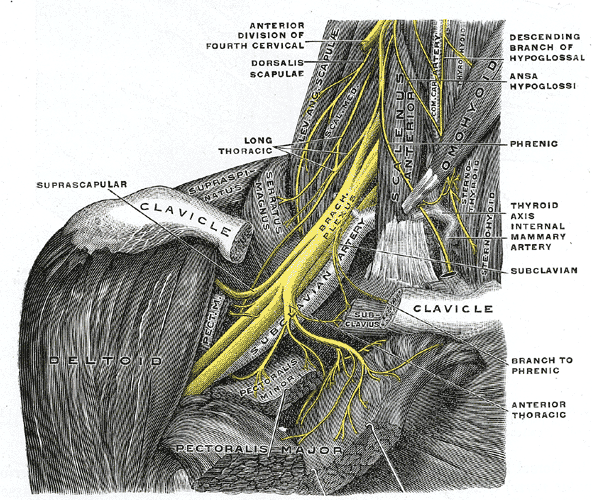
El plexe braquial dret amb les seves curtes branques vistes frontalment.